# Vlastimir Đorđević
Pour les articles homonymes, voir Đorđević.
Vlastimir Đorđević (1948 à Koznica, Serbie) est un général serbe.

## Biographie
Vlastimir Đorđević est né en 1948 à Koznica et est diplômé de la faculté de droit de Belgrade. Il est ministre adjoint au ministère de l’Intérieur de Serbie et chef du Département de la sécurité publique jusqu’en janvier 2001.
Mis en accusation par le TPIY pour des crimes contre l'humanité et des crimes de guerre commis au Kosovo en 1998 et 1999, il était soupçonné de se cacher en Russie, mais le 17 juin 2007, Đorđević est arrêté au Monténégro, près de la ville de Budva.
Reconnu coupable de cinq charges, il est condamné en première instance à 27 ans de prison. Sa peine est réduite à 18 ans en appel.